# (10850) Denso
(10850) Denso est un astéroïde de la ceinture principale.

## Description
(10850) Denso est un astéroïde de la ceinture principale. Il fut découvert le 26 janvier 1995 à Kuma Kogen par Akimasa Nakamura. Il présente une orbite caractérisée par un demi-grand axe de 2,21 UA, une excentricité de 0,19 et une inclinaison de 8,4° par rapport à l'écliptique.

## Compléments